# Фолервик
Фолервик (њем. Vollerwiek) општина је у њемачкој савезној држави Шлезвиг-Холштајн. Једно је од 132 општинска средишта округа Нордфризланд. Према процјени из 2010. у општини је живјело 224 становника. Посједује регионалну шифру (AGS) 1054145.

## Географски и демографски подаци
Фолервик се налази у савезној држави Шлезвиг-Холштајн у округу Нордфризланд. Општина се налази на надморској висини од 2 метра. Површина општине износи 4,6 km². У самом мјесту је, према процјени из 2010. године, живјело 224 становника. Просјечна густина становништва износи 48 становника/km².